# Microchilus pacaizapae
Microchilus pacaizapae är en orkidéart som beskrevs av Paul Ormerod. Microchilus pacaizapae ingår i släktet Microchilus och familjen orkidéer. Inga underarter finns listade i Catalogue of Life.